# 손고 (정무중랑장)
손고(孫暠, ? ~ ?)는 중국 후한 말기의 군인으로, 양주 오군 부춘현(富春縣) 사람이다. 소의중랑장(昭義中郞將) 손정의 아들이며 회계태수 손책의 종형이다.

## 사적
건안 5년(200년), 손책이 죽고 손책의 아우 손권이 지위를 이어받았다. 이때 정무중랑장(定武中郞將)이었던 손고는 오정(烏程)에 주둔하면서 관원과 사졸을 정비하고 회계를 빼앗을 준비를 하였다.
한편 회계에서는 손고가 쳐들어오려 한다는 소식을 듣고는 성을 지키는 한편 손권의 명령을 기다렸고, 또 우번을 보내 손고를 달랬다. 우번의 만류로 손고는 계획을 그만두었다.

## 출전
- 진수, 《삼국지》 권51 종실전(宗室傳)
- 위소, 《오서》(吳書) [《삼국지》 권57 우육장낙육오주전 배송지주에 인용]
- 우예, 《회계전록》(會稽典祿) [《삼국지》 권57 오육장낙육오주전 배송지주에 인용]